# Rapanea gilliana
Rapanea gilliana là một loài thực vật có hoa trong họ Anh thảo. Loài này được (Sond.) Mez miêu tả khoa học đầu tiên năm 1902.